# Bussière-Dunoise
Bussière-Dunoise är en kommun i departementet Creuse i regionen Nouvelle-Aquitaine i de centrala delarna av Frankrike. Kommunen ligger i kantonen Saint-Vaury som tillhör arrondissementet Guéret. År 2022 hade Bussière-Dunoise 1 045 invånare.

## Befolkningsutveckling
Antalet invånare i kommunen Bussière-Dunoise
Referens:INSEE